# 奧羅諾 (緬因州)
奧羅諾（英語：Orono）是一個位於美國緬因州佩諾布斯科特縣的鎮。

## 人口
根據2020年美國人口普查的數據，奧羅諾的面積為50.76平方千米，當中陸地面積為47.11平方千米，而水域面積為3.65平方千米。當地共有人口11183人，而人口密度為每平方千米220人。